# 欧烜屹
欧 烜屹（おう けんきつ、オウ・シュアンイ、英語: Ou Xuan Yi、1994年1月23日 - ）は、中華人民共和国の男子バドミントン選手。BWF世界ランキング最高位は2位。

## 経歴
2013年の中国マスターズで、初の国際大会出場。2017年のインドネシアインターナショナルシリーズで混合ダブルスで優勝し、国際大会のタイトル初獲得となる。
2018年、彼は任翔宇とペアを組みUSオープンで優勝、シンガポール・オープンで準優勝を果たした。
2022年、同国の李俊慧が怪我により引退したことで、そのペアであった劉雨辰と正式にペアを組むこととなる。その後の同年のインドネシア・オープンでは、韓国ペアを決勝で破り優勝。自身初のBWFワールドツアースーパー1000のタイトル獲得となった。また、年末のBWFワールドツアーファイナルズの出場権も手にし出場。決勝でインドネシアのモハマド・アッサン / ヘンドラ・セティアワンペアを破り優勝。その結果、ペアを組みかえてから1年足らずで世界ランキングのTOP10入りを果たした。